# 爱可以重来
《爱可以重来》，原名《塔里的女人》，是一部2011年首播的中国大陆民国苦情剧，翻拍自1998年至1999年间播出的台湾电视剧《太阳花》。该剧由江苏省广播电视总台、上海东汉文化发展有限公司、上海雍顺文化传播有限公司等联合出品，马来西亚导演陈伟祥执导，并由佟丽娅、宗峰岩、何欣、龚洁、俞小凡、田丽等领衔主演。全剧以民国时期为背景，讲述了遭遇家庭巨变的女主人公嫁为人妻后遭遇婆家的各种刁难，在受尽委屈的情况下仍坚守信念，最终苦尽甘来、收获幸福的故事。
本剧于2010年3月21日正式开机，先后在上海胜强影视基地和上海影视乐园（车墩影视基地）进行拍摄，至6月14日杀青关机。2011年5月25日，本剧在湖南电视台电视剧频道全国首播，2012年12月21日在陕西卫视黄金档上星播出。

## 播出時間
- 2011年5月25日，湖南电视剧频道
- 2012年9月26日，廣東珠江頻道
- 2012年12月21日，陕西卫视华夏剧场
- 2013年7月29日，贵视公共频道
- 2013年7月29日，福建综合频道

## 劇情概要
民初时期，陆嘉亮(劇中又稱為亮亮) (佟丽娅 饰)算是一位苦命女子，因幼时父亲早死，母亲宋伊人(俞小凡 饰)和弟弟陆嘉敏为此事成疯，哥哥陆嘉荃不念亲情一走了之，为了家计她只能当歌女。在舞厅中认识何家少爷何韵元(何欣 饰)与他相恋，她本身亦知道陸家的心理醫生陈赫(宗峰岩 飾)对她有意但對方不敢表达出来。之后她嫁给韵元，但沒有幸福過，在很多原因下惹来韵元的母亲白琴和妹妹何韵慧的迫害。嘉亮曾被她們加害数次，兴幸死不去。因婚后韵元对嘉亮的感情愈来愈淡和陈赫被騙婚同病相連，嘉亮和陈赫望能在一起····

## 演員
| 演員   | 角色   | 原劇角色 | 關係/暱稱                                |
| 佟丽娅 | 陆嘉亮 | 汪子亮   | 歌女，敢愛敢恨                           |
| 宗峰岩 | 陈赫   | 陳中威   | 陸家的心理医生                           |
| 何欣   | 何韵元 | 趙士元   | 嘉亮丈夫，二世祖性格                     |
| 龚洁   | 何韵慧 | 趙士芬   | 韵元妹妹，嘉亮同学，喜歡陈赫，常加害嘉亮 |
| 俞小凡 | 宋伊人 | 宋妍秋   | 嘉亮母亲，患有精神病                     |
| 田丽   | 白琴   | 蔡秀女   | 韵元母亲，常加害嘉亮                     |
| 徐光   | 何敬之 | 趙靖     | 韵元父親，喜歡宋伊人                     |
|        | 陆嘉荃 | 汪子荃   | 嘉亮哥哥，不顧親情                       |
| 王帅   | 陆嘉敏 | 汪子敏   | 亮亮弟弟，患精神病                       |
| 郑晓民 | 杜鹏   |          | 韵元好友，喜歡韵惠                       |
| 张艺霖 | 琪琪   |          | 嘉亮好友，歌女，喜欢杜鹏                 |
| 王希维 | 林萌萌 |          |                                          |
| 张雷   | 陆文政 | 汪漢文   | 嘉亮父亲                                 |